# Pterostylis planulata
Pterostylis planulata là một loài thực vật có hoa trong họ Lan. Loài này được D.L.Jones & M.A.Clem. miêu tả khoa học đầu tiên năm 1993.

## Phân loại và đặt tên
Pterostylis planulata được David Jones & Mark Clements mô tả chính thức vào năm 1983 và bản mô tả được xuất bản ở Muelleria. Mẫu vật được thu thập ở phía bắc của Vườn Quốc gia Grampians. Cụm từ cụ thể (planulata) có nguồn gốc từ từ Latinh planus có nghĩa là "cấp" hoặc "căn hộ" đề cập đến các cánh cửa ngang gần như bằng phẳng, đôi khi nông, 

## Phân bố và môi trường sống
Loài này chỉ được biết đến từ phía bắc của Vườn quốc gia Grampians, nơi chúng mọc trong đất cạn trên các mỏ đá. 